# Ekumenismus
Ekumenismus nebo přesněji ekumenické hnutí (z řeckého oikúmené, „celek obydleného světa“) je snaha o opětovné sblížení křesťanů. Je to hnutí za sbližování, spolupráci, případně i sjednocování zejména křesťanských církví. Začalo mezi protestantskými církvemi už v 19. století, roku 1918 se některé české protestantské církve spojily v Českobratrskou církev evangelickou, roku 1948 vznikla Světová rada církví a nový impulz dal ekumenismu Druhý vatikánský koncil (1962–1965). V globalizované kultuře 21. století je různorodost křesťanství vnímána jako přirozený znak společenského vývoje, kdy při posilování principu spolupráce před principem konkurence může přispívat k harmonizaci soužití a stabilitě společnosti.

## Původ a vznik
Řecké slovo oikúmené (od oikein, sídlit) se objevuje u Hérodota a označuje celek obydleného světa, případně celé lidstvo. Od 4. století př.Kr. se rozsah tohoto pojmu zúžil; popisoval pouze řecky mluvící, helénizovaný svět,
 později celek Římské říše, orbis Romanus. Tak se používá i v Novém zákoně, i když první křesťanská církev užívala spíše podobný pojem katholikos (od kath´holon, vcelku, po celém světě), což je dodnes označení jak římskokatolické církve, tak patriarchů ortodoxních (pravoslavných) církví. „Ekumenický“ byl potom titul pro instituce působící v celé říši, odtud také označení ekumenický koncil.
Po rozdělení západní a východní církve v 11. století a po reformaci od 16. století se křesťanství rozdělilo na množství často národních církví, jež spolu jednak soutěžily, jednak se podílely na konfliktech jednotlivých evropských států. Z náboženských sporů vznikly náboženské války, zejména vlna občanských válek v západní a střední Evropě v 16. a 17. století. Teprve s oslabováním vlivu církví a křesťanství v 19. století si mnoho věřících začalo uvědomovat, že nepřátelství mezi jejich církvemi je selhání, v přímém rozporu se slovy Ježíše Krista o jednotě (např. Jan 17,11;22), a že u lidí snižuje věrohodnost křesťanského kázání.

## Vznik ekumenického hnutí
Moderní ekumenické hnutí začíná jako sbližování a spolupráce roztříštěných protestantských církví a skupin v polovině 19. století, zejména v Anglii. Prvními kroky bylo založení vzdělávacích organizací mládeže YMCA (1844) a YWCA (1855) v Londýně. Následovala Světová konference o misiích (1910 v Edinburghu), Světová konference církví, svolaná biskupem Nathanem Söderblomem ve Stockholmu 1925 a po odkladech, způsobených válkami, byla roku 1948 v Amsterdamu založena Světová rada církví (SRC, anglicky WCC).
V Československu se už roku 1918 na společném sněmu v Praze spojily dvě protestantské církve a vytvořily Českobratrskou církev evangelickou.
Dlouho odmítavý postoj katolické církve změnil papež Jan XXIII. založením Sekretariátu pro jednotu křesťanů (1960), který pak začal vést různá jednání. Na Druhém vatikánském koncilu byly přijaty dokumenty o ekumenismu (1964) a o náboženské svobodě (1965). Katolická církev se sice nevzdala svého nároku být církví všeobecnou čili katolickou, zároveň však přestala označovat věřící jiných křesťanských církví jako heretiky, omluvila se za křivdy, které v souvislosti s rozdělením napáchali někteří její členové, a vyzvala k široké spolupráci. Papež Pavel VI. s konstantinopolským patriarchou Athenagorasem I. zrušili roku 1965 vzájemné vyloučení z církve z roku 1054 a katolická církev se stala pozorovatelem ve Světové radě církví. Roku 1999 se zástupci katolické církve a luterských církví dohodli na společném stanovisku v otázce ospravedlnění, která je kdysi rozdělila, a roku 2006 se k této dohodě připojily i metodistické církve.

## Odpor proti ekumenismu
Snahy o sbližování a spolupráci mezi křesťany vyvolávají mezi věřícími také obavy ze změn – jako byl ústup od latinské liturgie v katolické církvi, nové překlady Bible pro konzervativní protestanty nebo západní kalendář v pravoslavných církvích – z kompromisů a zejména ze ztráty identity, neboť v mnoha oblastech je náboženská odlišnost podstatným rysem národní identity.
Hierarchicky organizované církve, jako jsou pravoslavné, římskokatolická nebo anglikánská, postupují velmi opatrně, aby neporušily své tradice, a to často i ve zdánlivých maličkostech, které však zasahují do lidského života, jako je statut duchovních nebo pro pravoslavné církve kalendář. Naopak řada malých nezávislých a charismatických církví i jiných konzervativních skupin si na svém oddělení zakládá a v ekumenismu vidí ztrátu víry.

## Ekumenismus a politika
Populističtí politikové zneužívají rozdíly nejen mezi jednotlivými duchovními kulturami, ale i v samotném křesťanství k podpoře svých nacionalistických cílů a nepřátelských postojů k jiným národním státům. Ekumenismus tak funguje jako potřebná protiváha pro harmonizaci mezinárodních vztahů.

## Výhledy
Ekumenismus nemůže být jen věcí diplomatických nebo teologických jednání mezi vedoucími představiteli církví a nemůže si klást za cíl úplně sjednocení a splynutí všech křesťanských církví a společenství. Zkušenost ukázala, že může postupovat jen v malých krocích, jimiž se předně odstraňují vzájemné předsudky a historické bariéry, navazují konkrétní spolupráce a v nich také teprve ukazují skutečné rozdíly. V našich zemích ekumenismu prospíval vnější útlak, kdežto ve svobodných poměrech mají některé církve opět tendenci uzavírat se spíše do sebe.